# Bezzia varicolor
Bezzia varicolor är en tvåvingeart som först beskrevs av Daniel William Coquillett 1902.  Bezzia varicolor ingår i släktet Bezzia och familjen svidknott. Inga underarter finns listade i Catalogue of Life.